# Supernova a instabilità di coppia

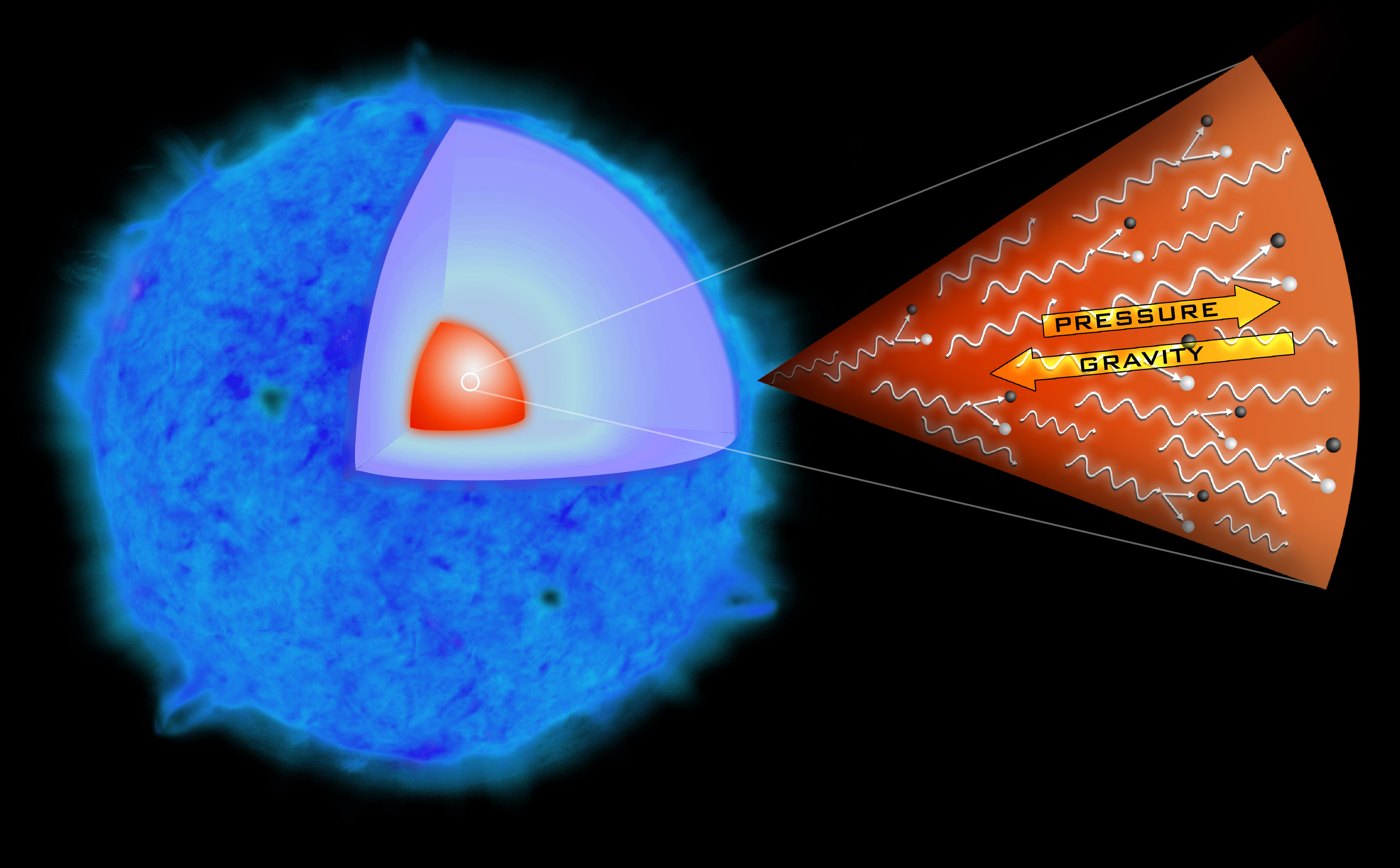
Quest'immagine illustra i meccanismi a instabilità di coppia che gli astronomi ritengono aver innescato l'esplosione della supernova SN 2006gy. In una stella molto massiccia, i raggi gamma prodotti nel nucleo possono divenire talmente energetici che una parte della loro energia è convogliata nella produzione di coppie particella-antiparticella. Ne consegue una caduta di pressione che determina un parziale, violento collasso della stella sotto la sua stessa gravità, il quale innesca delle reazioni nucleari runaway tali da smembrare la stella, scagliando nello spazio i materiali che la costituivano.

Una supernova a instabilità di coppia (pair instability supernova) è un particolare tipo di supernova che si verifica quando la produzione di coppia (ovvero la produzione di elettroni liberi e positroni in seguito alle collisioni tra i nuclei atomici e i raggi gamma) determina una riduzione della pressione termica all'interno del nucleo di una stella molto massiccia. La caduta di pressione conduce ad un parziale collasso e all'innesco di un imponente runaway termonucleare che smembra completamente la stella senza lasciare un residuo compatto (come un buco nero).
Le supernovae a instabilità di coppia possono realizzarsi solo in stelle le cui masse sono comprese tra 130 e 250 volte la massa del Sole e caratterizzate da bassi valori di metallicità (situazione tipica delle antiche stelle di popolazione III). Due esplosioni recentemente osservate, SN 2006gy e SN 2007bi, sono ritenute possibili supernovae a instabilità di coppia. Un ulteriore oggetto che rafforza l'esistenza di questo tipo di supernove è SN 2016iet, osservata da Gaia per la prima volta nel 2016 e studiata approfonditamente in follow-up con vari osservatori nei tre anni successivi.

## Meccanismi fisici

### Produzione di raggi gamma e pressione esercitata dai fotoni
I fotoni che costituiscono la radiazione gamma vengono prodotti direttamente dalle reazioni di fusione nucleare ed emessi come parte dello spettro di corpo nero da parte del gas caldo del nucleo stellare. Il quantitativo di energia totale emesso da un corpo è proporzionale alla quarta potenza della temperatura (legge di Stefan-Boltzmann) e il picco di lunghezze d'onda diminuisce con la temperatura (legge di Wien): quanto più è caldo il corpo, tanto maggiore sarà l'emissione di fotoni ad alta energia (raggi gamma).
Nelle stelle molto massicce, la pressione esercitata dai fotoni gamma, prodotti in seguito alla fusione nucleare, contrasta la gravità degli strati superiori della stella; una riduzione dei raggi gamma determina una diminuzione della pressione, con un conseguente sopravvento della gravità e un parziale collasso.

### Produzione di coppia

Schema della produzione di coppia.

La produzione di coppia deriva dalle interazioni coulombiane tra i nuclei atomici e i raggi gamma prodotti dalle reazioni nucleari. La capacità di un materiale di produrre coppie particella-antiparticella qualora interagisca con la radiazione gamma dipende fortemente dall'energia di quest'ultima: quanto più i raggi gamma sono energetici, tanto più è probabile che questi possano interagire con gli atomi che attraversano. In ossequio all'equazione di Einstein {\displaystyle E=mc^{2}}, l'energia dei raggi gamma interagenti deve essere superiore alla massa delle coppie elettrone-positrone che vengono prodotte.
Le coppie elettrone-positrone, una volta prodotte, vengono rilasciate nel nucleo stellare e solitamente si ricombinano in un brevissimo lasso di tempo, dando luogo ad altri raggi gamma.
Sebbene l'energia derivante dalla ricombinazione delle coppie sia di norma rilasciata molto rapidamente, la velocità a cui l'energia (o meglio la radiazione) si trasferisce attraverso un gas è strettamente dipendente dalla distanza media che intercorre tra le interazioni; un fotone che viene efficacemente coinvolto nella produzione di coppia è di fatto stoppato e viene successivamente irradiato in una direzione casuale.

### Assorbimento dei fotoni gamma
La distanza media che i raggi gamma possono percorrere attraverso la materia prima che vengano assorbiti (profondità ottica) dipende dalle caratteristiche della materia (l'idrogeno offre una sezione d'urto molto piccola, i metalli una molto maggiore) e dall'energia dei raggi gamma. A bassi livello di energia, dominano l'effetto fotoelettrico e l'effetto Compton; per energie maggiori, l'effetto fotoelettrico e lo scattering Compton si riducono, tanto che i raggi gamma possono viaggiare a distanze superiori; infine, per livelli energetici ancora più elevati, la produzione di coppia inizia a diventare significativa.

## Instabilità di coppia
Secondo quanto appena descritto, quanto più il nucleo della stella si riscalda, tanto maggiore sarà l'energia dei fotoni gamma prodotti. Quando questi raggiungono un'energia tale da rendere la produzione di coppia il meccanismo dominante nella cattura dei fotoni da parte del gas, la distanza che sono in grado di percorrere all'interno della stella senza interagire con i nuclei atomici tende a diminuire, determinando dei fenomeni di instabilità ed una sorta di circolo vizioso: la diminuzione del tragitto percorribile dai fotoni determina un ulteriore aumento della temperatura del nucleo, la quale a sua volta riduce ulteriormente la distanza percorribile dai fotoni e così via.

## Suscettibilità della stella
Le stelle caratterizzate da una rotazione piuttosto rapida oppure dotate di una metallicità sufficientemente elevata non vanno incontro ad esplosioni generate dall'instabilità di coppia probabilmente per altri motivi. Questo fenomeno predilige invece stelle a lenta rotazione o con bassi livelli di metallicità, compresa tra 0,02 e 0,001, e una massa compresa entro un certo intervallo.
Le stelle massicce con elevate metallicità sono probabilmente instabili per via del limite di Eddington, e probabilmente tendono a perdere massa durante il processo di formazione.

## Comportamento delle stelle in base ai range di massa

### Al di sotto di 100 M☉
Le stelle con masse al di sotto di 100 masse solari (M☉) producono raggi gamma con energie non sufficienti a dar luogo a produzione di coppia; un'eventuale supernova che distrugga tale stella non vedrà coinvolti tali meccanismi.

### Tra 100 e 130 M☉
All'interno di stelle con masse comprese tra 100 e circa 130 M☉ si innescano dei deboli fenomeni di produzione di coppia, che hanno minimi effetti sulla pressione e sulla temperatura e sono in grado di determinare delle deboli pulsazioni, ma comunque non di distruggere la stella. Tali pulsazioni vengono gradatamente smorzate, provocando solo dei temporanei aumenti del tasso di fusione nucleare, conclusi i quali la stella ritorna ad un equilibrio più stabile; sono tuttavia responsabili dell'espulsione di una parte degli strati esterni della stella che comportano una diminuzione della massa totale fino al raggiungimento di valori tali da produrre una normale esplosione di supernova.

### Tra 130 e 250 M☉

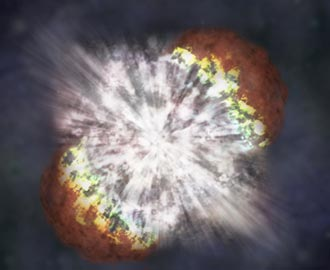
Rappresentazione artistica dell'esplosione di SN 2006gy.

Nel caso di stelle con masse molto elevate, comprese tra almeno 130 e forse fino a 250 M☉, si instaura a pieno regime il fenomeno della produzione di coppia; in queste stelle, non appena si raggiungono le condizioni adatte, l'instabilità di coppia raggiunge livelli incontrollabili. Il collasso va avanti fino a comprimere il nucleo della stella; l'incremento eccessivo di pressione è sufficiente ad innescare delle reazioni nucleari runaway che fondono completamente il nucleo in pochi secondi, dando luogo ad un'esplosione termonucleare. L'esplosione libera una quantità di energia superiore all'energia di legame gravitazionale, che tiene unita la stella, provocandone lo smembramento senza lasciare alcun residuo. 
Oltre all'immediato rilascio energetico, una larga parte del nucleo stellare viene convertita in nichel-56, un isotopo radioattivo che ha un tempo di dimezzamento di 6,1 giorni, al termine dei quali decade in cobalto-56; quest'ultimo possiede un'emivita di 77 giorni e decade nell'isotopo stabile ferro-56. Nel caso della supernova SN 2006gy, gli studi indicano che probabilmente 40 M☉ della stella originaria furono convertite in 56Ni, pressoché la massa complessiva dell'intera regione nucleare. La collisione tra il nucleo stellare in esplosione ed il gas espulso in precedenza, associato al decadimento radioattivo degli isotopi sopra elencati, rilascia la gran parte della luce visibile.

### Oltre 250 M☉
Un differente meccanismo di reazione, la fotodisintegrazione, si instaura in seguito al collasso di una stella la cui massa sia di almeno 250 M☉. Una simile reazione endoergonica (che assorbe energia) fa sì che la stella collassi completamente in un buco nero anziché esplodere in supernova.